# Volo Lion Air 583
Il volo Lion Air 583 (JT 583) era un volo passeggeri interno dall'aeroporto Internazionale di Giacarta-Soekarno-Hatta, Giacarta, all'aeroporto internazionale Juanda di Surabaya con scalo all'aeroporto internazionale Adisumarmo, a Surakarta. Durante l'atterraggio all'aeroporto, il 30 novembre 2004, il McDonnell Douglas MD-82 uscì di pista e si schiantò contro un cimitero. 25 persone persero la vita nello schianto, compreso il comandante. L'indagine condotta dal National Transportation Safety Commitee concluse che l'incidente era stato causato dall'aquaplaning, aggravato da un wind shear.

## L'aereo
L'aereo, un McDonnell Douglas MD-82, con numero di linea 1173 e numero di serie 49189, compì il suo primo volo il 13 novembre 1984, successivamente venne consegnato il 20 dicembre 1984 alla compagnia aerea messicana Aeroméxico come XA-AMP e chiamato "Aguascalientes", infine fu acquisito dalla Lion Air nel 2002 e registrato come PK-LMN. Lion Air aveva venduto l'aereo a un'altra compagnia aerea, e la consegna avrebbe dovuto avvenire nel gennaio 2005.

## L'equipaggio e i passeggeri
I piloti del velivolo erano il comandante Dwi Mawastoro e il primo ufficiale Stephen Lesdek. Il comandante Dwi morì nello schianto, mentre il primo ufficiale Lesdek sopravvisse con ferite gravi. La maggior parte dei passeggeri era composta da indonesiani, mentre i funzionari aeroportuali confermarono che tra i feriti era presente una donna di Singapore.

## L'incidente
Il volo 583 decollò da Giacarta intorno alle 17:00 ora locale (ora dell'Indonesia occidentale) trasportando un totale di 146 passeggeri e 7 membri dell'equipaggio. La maggior parte dei passeggeri erano membri del partito Nahdlatul Ulama, e stavano partecipando a una riunione nazionale tenutasi dopo il risultato vittorioso delle elezioni presidenziali indonesiane del 2004. Il volo fu assolutamente normale fino all'atterraggio.
Il volo è arrivato in aeroporto durante il tramonto, intorno alle 18:00 ora locale sotto una forte pioggia. Secondo quanto riferito, durante l'atterraggio stava piovendo.
Il volo 583 era stato configurato in modo appropriato per l'atterraggio, atterrando "senza intoppi" secondo la maggior parte dei passeggeri, e gli inversori di spinta furono spiegati come da norma. L'aereo, tuttavia, non riuscì a rallentare adeguatamente, fuoriuscendo dalla pista e schiantandosi contro un camposanto lì vicino. L'impatto fece crollare il pavimento della parte anteriore dell'aereo, uccidendo molti dei passeggeri. L'aereo si divise in due sezioni, fermandosi alla fine della pista mentre il carburante iniziava a fuoriuscire. I passeggeri ebbero difficoltà a individuare le uscite di emergenza nella luce pomeridiana. Alcuni dei passeggeri si auto-evacuarono attraverso la fusoliera squarciata.

### Conseguenze immediate
L'aeroporto venne chiuso e furono avvisati i servizi d'emergenza, trasportando i feriti, con veicoli della polizia e ambulanze, in numerosi ospedali di Solo, e almeno 14 dei morti furono portati all'ospedale di Pabelan. 6 persone, 2 morte e 4 ferite, finirono all'ospedale Panti Waluyo. Altri andarono invece a Oen Kandangsapi, Brayat Minulya, Kasih Ibu, Oen Solo Baru e PKU Muhammadiyah, oltre a strutture a Boyolali e Karanganyar. I sopravvissuti con ferite lievi vennero curati all'interno del terminal VIP dell'aeroporto.
25 persone rimasero uccise e altre 59 gravemente ferite.

## L'indagine
Il neoeletto presidente indonesiano Susilo Bambang Yudhoyono ordinò un'indagine immediata sulla causa dell'incidente del volo 583 e dichiarò che l'indagine doveva essere aperta al pubblico per evitare voci indesiderate all'indomani dello schianto. Il ministro dei trasporti Hatta Rajasa dichiara poi che il dipartimento dei trasporti avrebbe valutato le operazioni della compagnia aerea indonesiana in risposta allo schianto del suo MD-82, oltre ad altri due incidenti simili verificatisi lo stesso giorno.
La scatola nera venne ritrovata il 1º dicembre 2004 ed immediatamente trasportata al Centro Operativo di Emergenza Adi Sumarmo.
Un testimone dell'incidente affermò che un fulmine aveva colpito l'aereo durante la sua fase di atterraggio. Secondo lui, le luci di atterraggio e l'illuminazione interna erano spente dopo lo schianto.
La Lion Air "rivendica la responsabilità" dell'incidente e dichiara che avrebbe pagato le spese ospedaliere dei sopravvissuti. Tuttavia nega che l'incidente sia stato causato dalla cattiva condotta della compagnia aerea e imputando il tempo come la causa principale. Secondo loro, il volo 583 era spinto da un forte vento di coda durante l'atterraggio, il che spiegava perché l'aereo non si era fermato. Altri dissero che i freni o gli inversori di spinta non funzionavano correttamente. Il pilota non impostò la spinta al minimo, e questo ritrasse gli spoiler. Anche uno degli inversori risultò difettoso.
Il rapporto preliminare viene pubblicato l'anno dopo. In esso gli investigatori dichiarano che i freni dell'aereo non erano molto efficaci. Questa condizione era stata aggravata dalle condizioni meteorologiche durante l'incidente. Gli investigatori identificarono anche un inversore di spinta difettoso come una delle cause dell'incidente; successivamente riportarono diverse raccomandazioni alla Lion Air.